# Kip Gospe od Loreta u Primoštenu
Kip Gospe od Loreta u Primoštenu posvećen je Gospi Loretskoj, zaštitnici Primoštena, gdje se i nalazi. Kip je svečano otvoren 2017. godine za blagdan Gospe od Loreta.
Zajedno s postoljem visok je 17,30 metara, točno desetina brda Gaj. Spomenik je od betona, šupalj, može se vidjeti unutrašnjost, a završna obrada je mozaička, od zlata, srebra i bojanog stakla. Za konačan izgled kipa Gospe bio je zadužen arhitekt Aron Varga, a na mozaiku je radila ekipa stručnjaka s mozaičarom Milunom Garčevićem na čelu. To je najveći takav spomenik na svijetu.
Svaki prsten ovog golemog spomenika ima svoju priču: prvi počinje apstrakcijom, dok je na drugom simboličan prikaz drva života s monografijom AM kao Ave Maria. Na trećem prstenu su u mozaiku prikazana dva srca, na četvrtom je glavni motiv rođenje Isusovo, dok su na petom nepravilni geometrijski oblici. Šesti dio je mistična ruža, odnosno Marijin simbol i masline. Na Gospinoj glavi nalazi se starohrvatska kruna optočena dragim kamenjem koje je obiteljsko vlasništvo mozaičara Garčevića.
Općina Primošten je s predstavnicima talijanskog projekta ‘Cammini Lauretani’ dogovorila da se primoštenska Gospa nalazi na međunarodnim hodočasničkim rutama marijanskih svetišta povezanih s Gospom od Loreta. Na popisu je i Trsat te niz mjesta u Europi kao što su: Rim, Beč, Krakov, Lisabon, Madrid, Pariz, Bruxelles i dr.

## Galerija
- Kip Gospe iz blizine.
- Kip Gospe sa strane.
- Grb Primoštena.
- pogled s brda prema jugu: otoci Barilac, Maslinovik, Grbavac i Lukovnjak